# Marcel Pipek
Marcel Pipek (1969) es un deportista checo que compitió en ciclismo adaptado en la modalidad de ruta. Ganó una medalla de oro en los Juegos Paralímpicos de Atenas 2004 en la prueba de ruta triciclo manual (clase HC B/C).

## Palmarés internacional
| Juegos Paralímpicos | Juegos Paralímpicos | Juegos Paralímpicos | Juegos Paralímpicos         |
| Año                 | Lugar               | Medalla             | Prueba                      |
| ------------------- | ------------------- | ------------------- | --------------------------- |
| 2004                | Atenas (Grecia)     | Medalla de oro      | Ruta triciclo manual HC B/C |